# Joseba Garmendia
Joseba Garmendia Elorriaga, Garmendia (ur. 4 października 1985 w Basauri) piłkarz hiszpański narodowości baskijskiej grający na pozycji ofensywnego pomocnika. Wychowanek baskijskiego klubu Athletic Bilbao. Od 2011 roku gra w klubie Girona FC.

## Kariera klubowa
- Kluby juniorskie: Etxegaray (1995/96), Athletic Bilbao (1996–2003).
- Kluby seniorskie: CD Baskonia (2003/04), Athletic Bilbao "B" (2004–2006), 
 Athletic Bilbao (od 2006).
- Debiut w Primera División: 27.08.2006 w meczu Athletic – Real Sociedad 1:1.
- Pierwszy gol w Primera División: 10.12.2006 w meczu Athletic – Recreativo Huelva 4:2.

Joseba Garmendia jest wychowankiem Athletic Bilbao, gdzie w drużynach juniorskich spędził siedem sezonów (1996–2003).
Pochodzi z miasta Basauri i tam też ma siedzibę jego pierwszy seniorski klub - CD Baskonia, będący filią Athletic Bilbao. W 2003 roku zadebiutował w Tercera División i w Baskonii spędził cały sezon. W 2004 roku awansował do rezerw Athletic i w Segunda División B grał przez kolejne dwa sezony, a w 2006 roku trener Félix Sarriugarte przesunął zawodnika do pierwszego zespołu. W Primera División Joseba zadebiutował 27 sierpnia w zremisowanych 1:1 derbach z Realem Sociedad. W lidze był tylko zmiennikiem, ale zaliczył łącznie 16 spotkań w sezonie, w których zdobył 1 gola - w zwycięskim 4:2 meczu z Recreativo Huelva przyczyniając się tym samym do utrzymania baskijskiego klubu w ekstraklasie.
| Sezon   | Klub            | Kraj      | Rozgrywki          | Mecze | Bramki |
| ------- | --------------- | --------- | ------------------ | ----- | ------ |
| 2003/04 | CD Baskonia     | Hiszpania | Tercera División   | 36    | 9      |
| 2004/05 | Bilbao Athletic | Hiszpania | Segunda División B | 20    | 3      |
| 2005/06 | Bilbao Athletic | Hiszpania | Segunda División B | 22    | 11     |
| 2006/07 | Athletic Bilbao | Hiszpania | Primera División   | 16    | 1      |
| 2007/08 | Athletic Bilbao | Hiszpania | Primera División   | 18    | 1      |
| 2008/09 | Athletic Bilbao | Hiszpania | Primera División   | 11    | 1      |
| 2009/10 | CD Numancia     | Hiszpania | Segunda División   | 18    | 3      |
| 2010/11 | CD Numancia     | Hiszpania | Segunda División   | 27    | 4      |
| 2011/12 | Girona FC       | Hiszpania | Segunda División   |       |        |